# Prager Schinken

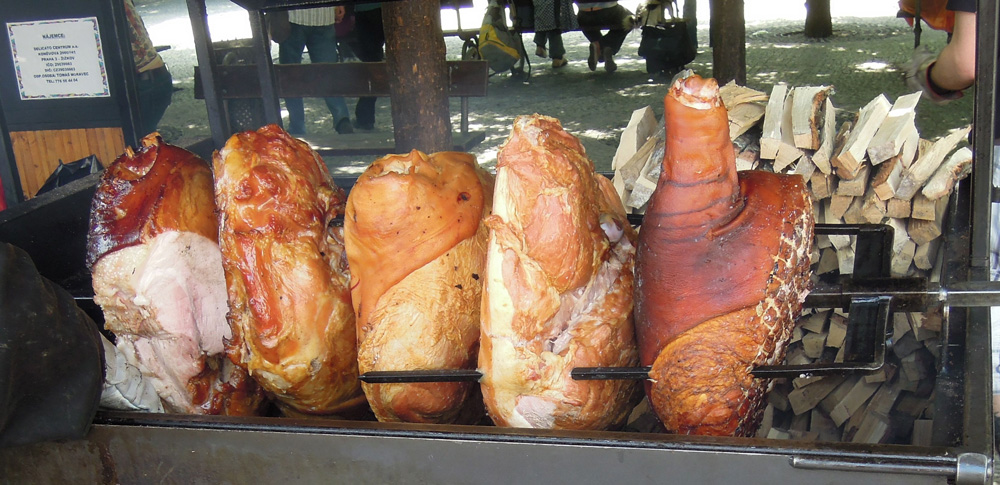
Prager Schinken an einem Verkaufsstand am Altstädter Ring in Prag

Prager Schinken (auch: Pragaschinken, tschechisch Pražská šunka) ist ein Kochschinken der böhmischen Küche. Um ihn als Aufschnitt zu verwenden, wird er mit der Schwarte sanft gebacken und diese dann entfernt. So ist er im Handel erhältlich und wird meist kalt gegessen. Die warme Zubereitung ist weniger verbreitet, wird aber für Touristen angeboten. 

## Geschichte

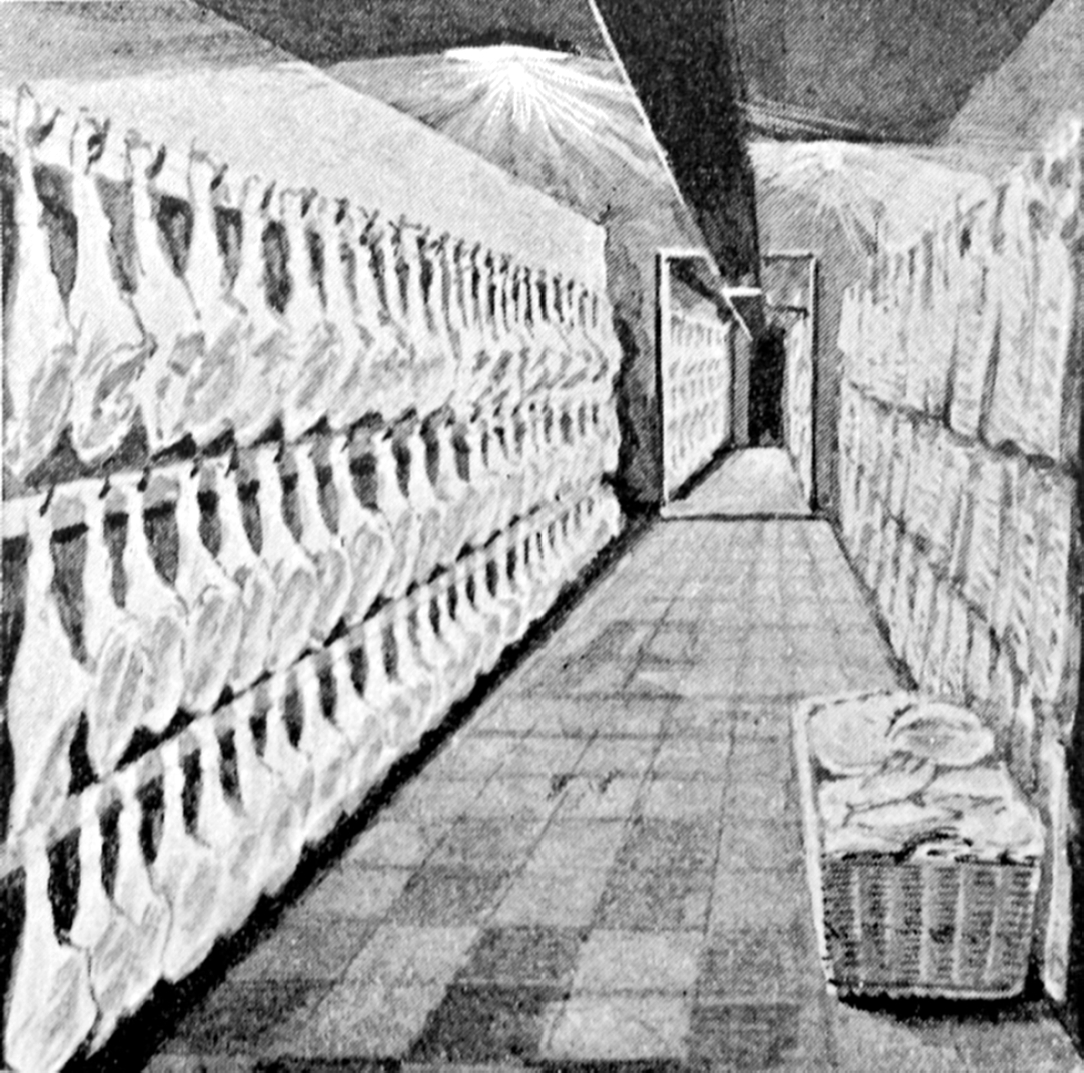
Selchwarenfabrik von Antonín Chmel in Prag Vinohrady, 1898

Der Metzgermeister František Zvěřina gilt als Erfinder des Prager Schinkens. 1870 räucherte er gepökelte Schweineschenkel an einem Eichenstamm, kochte sie und ließ sie mehrere Wochen reifen, wodurch das Fleisch frisch blieb und länger haltbar war. 40 Jahre später industrialisierte Antonín Chmel die Produktion und vertrieb den Schinken weltweit.
Seit 2018 ist der Prager Schinken in der Europäischen Union als garantiert traditionelle Spezialität (g. t. S.) anerkannt.

## Herstellung und Zubereitungen
Zur Vorbereitung werden kleinere Hinterkeulen von jungen Schweinen mit der Schwarte zunächst in Lake zwei bis drei Wochen lang gepökelt, anschließend mit Zucker und Gewürzen wie Koriander, Wacholder, Kümmel und Lorbeer eingerieben. Anschließend werden die Schinken mit Buchenholz heiß geräuchert und sind dann fertig für die weitere Verarbeitung.
Der „Prager Schinken“ brachte Mitte des 19. Jahrhunderts die heiße Garmethode in die bis dahin eher räucher-orientierte Verarbeitung des Schweinebeins.
Im nächsten Schritt wird der Schinken entbeint und – je nach Verwendungszweck – vorgekocht oder gebrüht und anschließend gebacken oder geschmort.
Für die Zubereitung als Hauptgericht wird die Schwarte entfernt, der Schinken dicht in Brotteig gehüllt im Ofen gegart und zum Beispiel mit Madeirasauce serviert. Eine weitere Zubereitungsart ist das Schmoren mit Suppengrün und Burgunder, wobei der entstehende Fond mit Kraftsauce oder Madeira ergänzt wird.

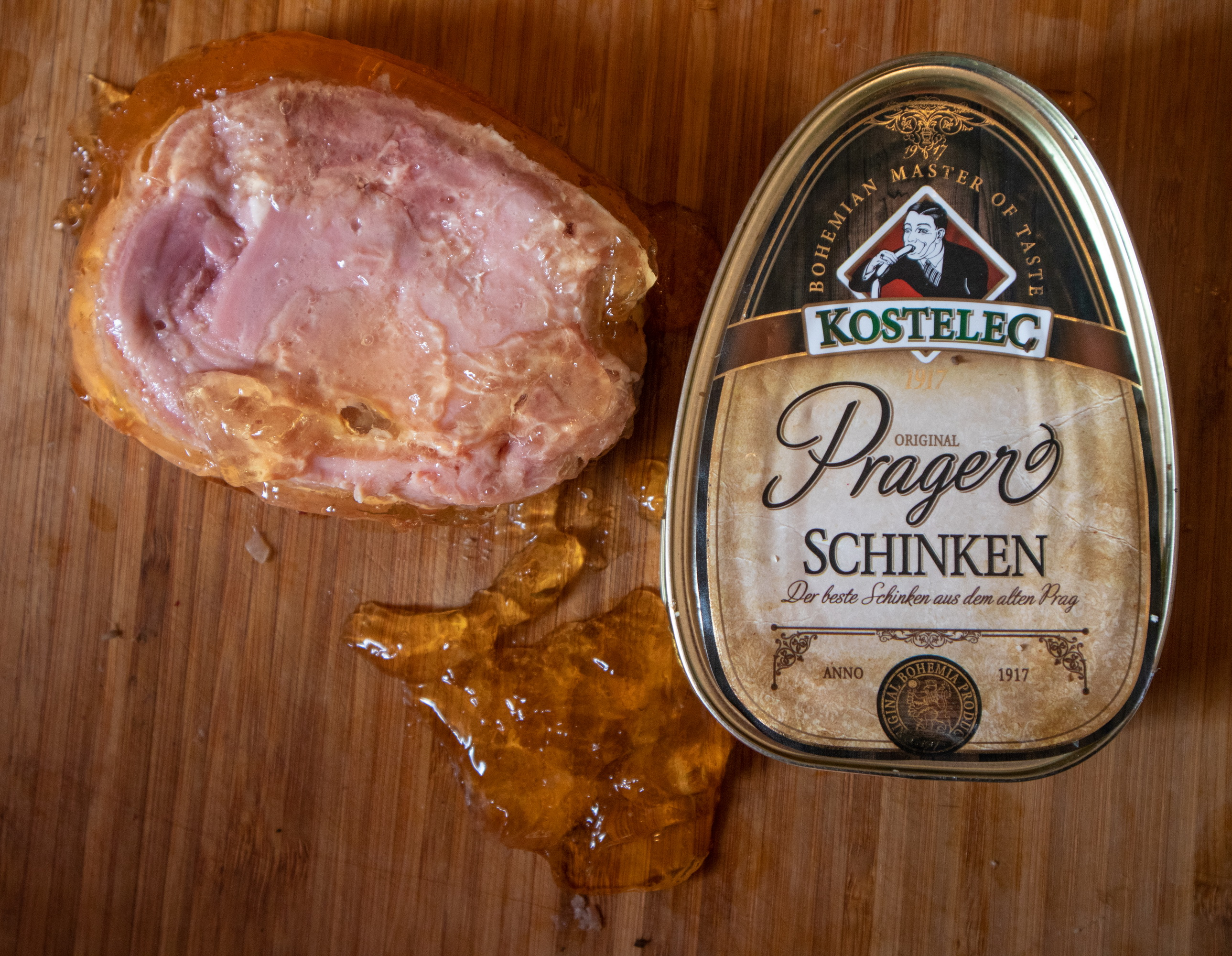
Prager Schinken als Konserve
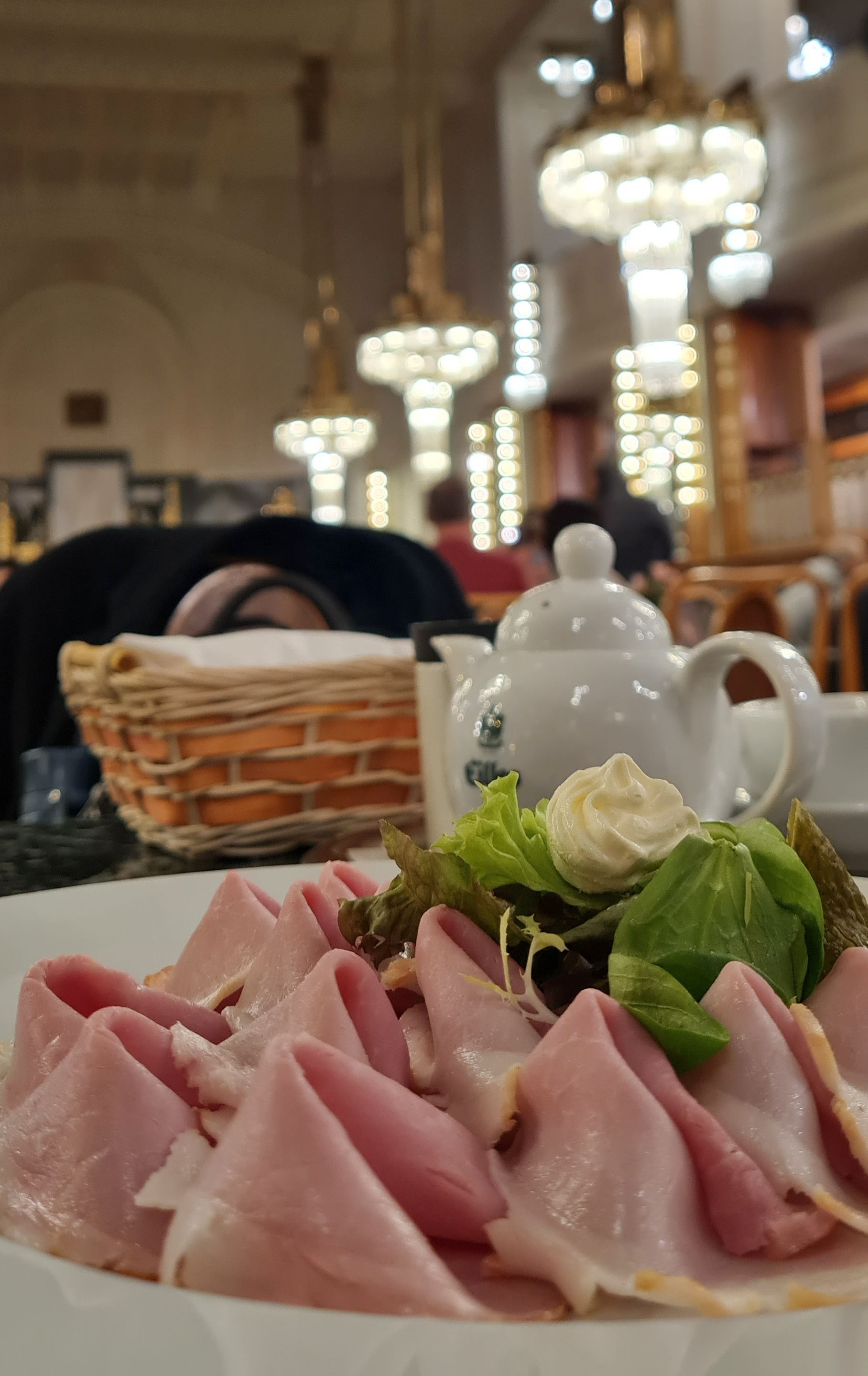
Kalte Platte mit Prager Schinken im Café des Obecní dům